# Lago Flower
Il lago Flower è un lago, situato nei monti Adirondack, nella contea di Franklin, nello Stato di New York, negli Stati Uniti. Copre una superficie di circa 1,2 km².
Ebbe origine da una frana, nel fiume Saranac, nel 1827. In origine era chiamato Newell's Pond, ma venne chiamato in questo modo in onore del governatore dello Stato di New York, dal 1892 al 1894 Roswell Flower. Questo è il solo lago nei pressi del villaggio di Saranac Lake. Le coste del lago sono quasi interamente proprietà private.